# Desiderio Arias
Desiderio Arias Álvarez (ur. 1872 w prowincji Monte Cristi, zm. 20 czerwca 1931) – dominikański polityk, generał. W 1916 był przywódcą zamachu stanu przeciwko prezydentowi Juanowi Isidro Jimenesowi. Jego działalność przyczyniła się do interwencji zbrojnej Stanów Zjednoczonych Ameryki w tym samym roku.

## Śmierć
Desiderio Arias zginął 20 czerwca 1931 roku w Gurabo, prawdopodobnie na zlecenie prezydenta Rafaela Trujillo.